# 吉村秀雄商店
株式会社吉村秀雄商店（よしむらひでおしょうてん）は、和歌山県岩出市の酒造会社である。紀ノ川の伏流水と日本の棚田百選にも選ばれた和歌山県有田川町の「あらぎ島」で作られた山田錦を用いた地酒造りを行っており、「日本城」、「鉄砲隊」、「車坂」などを製造している（詳細は後述の『主な商品』節を参照）。
1915年（大正4年）創業であり、本社を和歌山県岩出市畑毛72に構える。社名にもある創業者の吉村秀雄は、小学校を卒業後に灘の酒蔵での奉公を始め、そこで初めて日本酒と触れている。1915年に李白の「兩人對酌山花開（気の会う人と酒を飲むのは、山の花が咲き乱れるほどに楽しい）」という詩に感銘を受けた吉村秀雄は、紀州に戻るとすぐ酒造業を興した。「困難な時代においても、誰もが酒を飲めるように。」「酒とともに、幸せを感じられるように。」と考えていた吉村秀雄の意思は家業の酒造りとして受け継がれている。
2013年（平成25年）能登杜氏四天王の一人である農口杜氏の元で酒造りをしてきた藤田晶子（東京農大醸造学科出身）が杜氏に就任。

## 主な商品
主銘柄である「日本城」は、創業者の吉村秀雄が和歌山城を散策しながら決めたとされている。日本が世界に目を向け始めた当時に、「日本には、日本城といわれる銘酒がある」とその名を世界に轟かせたいと決意し名付けた。「日本城」は和歌山県内最多となる全国新酒鑑評会での金賞受賞数や特選街主催の全国日本酒コンテストにおいても6度の日本一を受賞するという評価を得ている（後述の『受賞歴』節も参照）。また、アメリカ、ドイツ、メキシコなどへの輸出も行っている。
「鉄砲隊」は吉村秀雄商店の蔵がある和歌山県岩出市の根来寺に由来しており、かつて根来衆とよばれる僧衆による鉄砲隊があったことから名付けられている。また車坂は熊野の地に伝わる伝説によれば、地の底から蘇生した小栗判官が東海道を熊野に向かう際に通った坂と言われている。死と再生の物語である小栗判官の伝説に日本再生の願いを込め、「車坂」と名付けられた。
創業時から続く「日本城」を始めとした日本酒のみならず、リキュール、焼酎も製造している。また、「車坂」のラインナップには日本酒ながら35年熟成という珍しいものもある。なお原料の酒米は、和歌山県が2005年に酒造好適米認定する以前から山田錦を継続して使用している。
大吟醸酒
- 日本城
- 車坂

吟醸酒
- 日本城
- 鉄砲隊
- 車坂

本醸造酒
- 日本城

生酒
- 日本城
- 車坂

古酒
- 亀の歩み平成元年
- 亀の歩み昭和６３年

米焼酎
- 黒潮波
- からくちの酒

リキュール
- もりだくさん
- ももちま
- 紀州完熟南高梅 梅酒
- 紀州完熟南高梅 ねり梅酒
- またたび酒天蓼
- ゆずり愛

## 受賞歴
本節では各種品評会の受賞歴の一部を抜粋して記載する。
- 1988年（昭和63年） - 全国新酒鑑評会金賞  /  大阪国税局新酒鑑評会金賞
- 1989年（平成元年） - 大阪国税局新酒鑑評会銀賞
- 1990年（平成2年） - 全国新酒鑑評会金賞  /  大阪国税局新酒鑑評会金賞
- 1991年（平成3年） - 全国新酒鑑評会金賞  /  大阪国税局新酒鑑評会金賞
- 1992年（平成4年） - 大阪国税局新酒鑑評会金賞
- 1993年（平成5年） - 全国新酒鑑評会金賞  /  大阪国税局新酒鑑評会金賞
- 1995年（平成7年） - 大阪国税局新酒鑑評会金賞
- 1996年（平成8年） - 全国新酒鑑評会銀賞  /  大阪国税局新酒鑑評会金賞
- 1997年（平成9年） - 全国新酒鑑評会金賞 /  大阪国税局新酒鑑評会金賞
- 1998年（平成10年） - 全国新酒鑑評会金賞
- 1999年（平成11年） - 全国新酒鑑評会金賞
- 2001年（平成13年） - 全国新酒鑑評会金賞
- 2002年（平成14年） - 全国新酒鑑評会金賞
- 2003年（平成15年） - 全国新酒鑑評会金賞
- 2005年（平成17年） - 全米日本酒鑑評会銀賞
- 2008年（平成20年） - 全国新酒鑑評会金賞  /  香住町杜氏組合コンテスト優秀賞
- 2018年（平成30年）- SAKE selection（ブリュッセル国際コンクール日本酒部門）純米大吟醸酒部門プラチナ賞、純米酒部門シルバー賞
- 2019年（令和元年）- ミラノ酒チャレンジ デザインプラチナ賞
- 2020年（令和2年）- ロンドン酒チャレンジ 金賞
- 2021年（令和3年）
  - 大阪国税局清酒鑑評会 優秀賞
  - ボルドー酒チャレンジ 金賞

## 沿革
- 1915年（大正4年）10 - 酒造業を創業。
- 1955年（昭和30年）11月 - 株式会社組織に改組し、株式会社吉村秀雄商店に社名制定。
- 2003年（平成15年） - 民事再生法の適用を受ける[9]。不動産業も併営していたための過剰債務とされる[10]。
- 2015年　和歌山県100年企業として和歌山県から表彰される。[11]。

## アクセス
最寄り駅はJR岩出駅だが、敷地にはバスの停められる駐車場もある。

## 脚註・出典
1. 1 2   和歌山県 2013年8月10日閲覧
2. ↑  貴族院議員吉村角次郎六男。和歌山県那賀郡編『和歌山県那賀郡誌 下巻』那賀郡、1923年、1040頁。
3. ↑  “6.築き：一代目、吉村秀雄　1915年～”. 社史.   吉村秀雄商店. 2014年1月5日閲覧。
4. ↑  以降、本節の商品については特記の無い限り右に示す公式サイトの『製品情報』による。“製品情報”.   吉村秀雄商店. 2014年1月5日閲覧。
5. ↑  ラズウェル細木『酒のほそ道宗達に飲ませたい日本酒100選 : 酒と肴の歳時記』日本文芸社、2011年、86頁。 NCID BB09693723。
6. ↑  “3.素材”.   吉村秀雄商店. 2014年1月5日閲覧。
7. ↑  木村克己『日本酒の教科書』新星出版社、2011年、212頁。ISBN 978-4-405-09188-7。
8. ↑  
出典は
全国新酒鑑評会について
フルネット『全国新酒鑑評会 金賞受賞記録の全て』株式会社フルネット、2012年。 および下記公式ページ内の『受賞歴』。
その他
吉村秀雄商店『受賞歴』n.d.。
9. ↑  “「日本酒」メーカー倒産動向調査”.   東京商工リサーチ (2012年). 2013年9月17日時点のオリジナルよりアーカイブ。2017年12月29日閲覧。
10. ↑  “特別企画:コンプライアンス違反企業の倒産動向調査” (PDF).   帝国データバンク (2006年). 2016年3月6日時点のオリジナルよりアーカイブ。2017年12月29日閲覧。
11. ↑  和歌山県『平成２７年度 和歌山県１００年企業表彰』n.d.。
12. ↑  “（株）吉村秀雄商店（日本城）”.   近畿経済産業局. 2014年1月5日閲覧。